# Canton de Lyon-XII
Le canton de Lyon-XII est une ancienne division administrative française, située dans le département du Rhône en région Rhône-Alpes.

## Présentation
Le canton de Lyon-XII correspondait à la partie occidentale du 8e arrondissement de Lyon, limitée à l'est par la rue du Professeur Sisley, l'avenue des Frères Lumière, les rues Saint-Maurice, Saint-Mathieu, Villon, Marius Berliet, la place du 11 novembre 1918, l'avenue Paul Santy, la rue du Professeur Beauvisage et le boulevard des États-Unis. Il comprenait les quartiers des États-Unis, du Grand Trou, du Moulin à Vent, et les parties ouest des quartiers de Monplaisir (Ville) et du Bachut.

## Histoire
Un premier canton de Lyon-12 est créé par une loi du 10 avril 1914. Le canton de Lyon-XIV reprenait en grande partie ses limites.
Le canton de Lyon-XII est l'un des quatre créés par un décret du 28 février 2000 en remplacement des cantons de Lyon 10, 12 et 13.
Il disparaît le 1er janvier 2015 avec la création de la métropole de Lyon.

## Représentation

### Conseillers d'arrondissement de 1914 à 1940
- 1914 à 1919 : Auguste François Vagnon (1864-1945) (SFIO), médecin, directeur de l'hôpital de la Croix Rousse, adjoint au maire de Lyon
- 1919 à 1928 : Régis Malaval (1887-1933) (SFIO), professeur, conseiller municipal du 7e arrondissement de Lyon
- 1928 à 1931 : Jules Carteret (1872-1931) (SFIO), commerçant, propriétaire à Lyon
- 1931 à 1940 : Raoul Thouin (1891-1991) (Radical), industriel à Lyon

### Conseillers généraux de l'ancien canton de Lyon-12 (créé en 1914, jusqu'en 2001)
| Période | Période | Identité                    | Étiquette            | Qualité                                                                                               |
| ------- | ------- | --------------------------- | -------------------- | --- |
| 1914    | 1931    | Gabriel Marro (1877-1947)   | SFIO (exclu en 1920) | Mécanicien à la Manufacture des Tabacs Adjoint au maire de Lyon                                       |
| 1931    | 1937    | Eugène Jullien              | Radical              | Propriétaire rue Camille Roy, adjoint au maire de Lyon (1935-1941)                                    |
| 1937    | 1940    | Félix Brun                  | PC-SFIC              | Emballeur en soierie, ouvrier métallurgiste puis marchand forain Député (1936-1940)                   |
|         |         |                             |                      | |
| 1945    | 1951    | Félix Brun                  | PCF                  | Ancien député, propriétaire place Jean Macé                                                           |
| 1951    | 1964    | Julien Airoldi (1900-1974)  | PCF                  | Ajusteur-mécanicien Conseiller municipal de Lyon (1959-1964). Élu en 1964 dans le canton de Lyon-XIII |
| 1964    | 1967    | Guy Front                   | PCF                  | Employé des télécommunications                                                                        |
| 1967    | 1979    | Tony Bertrand               | SE                   | Inspecteur de la Jeunesse et des Sports Adjoint au maire de Lyon                                      |
| 1979    | 1982    | René Chevailler (1932-2020) | PCF                  | Ouvrier du textile puis permanent politique Conseiller municipal de Lyon (1958-1993)                  |
| 1982    | 1998    | Robert Batailly             | UDF Radical          | Maire du 8e arrondissement (1983-1989), député européen (1989)                                        |
| 1998    | 2001    | Christian Coulon            | PS                   | Maire du 8e arrondissement (2001-2020) Élu en 2001 dans le canton de Lyon-XIV                         |

### Conseillers généraux du nouveau canton de Lyon-12 (de 2001 à 2014)
| Période | Période | Identité            | Étiquette    | Qualité |
| ------- | ------- | ------------------- | ------------ | --- |
| 2001    | 2004    | Henri Vianay        | RPR puis UMP | Maire du 8e arrondissement, conseiller régional                                                                                                  |
| 2004    | 2007    | Jean-Louis Touraine | PS           | Professeur de médecine, premier adjoint au maire de Lyon (2001-2014) Député (2007-2022)                                                          |
| 2008    | 2014    | Louis Pelaez        | PRG          | Directeur d'une structure d'aide au maintien à domicile, adjoint au maire du 8e arrondissement (1995-2001), adjoint au maire de Lyon (2001-2008) |

## Évolution démographique
| 2006   | 2011   | 2012   |
| ------ | ------ | ------ |
| 35 877 | 38 208 | 38 850 |